# Войнов, Валентин Владимирович
Валентин Владимирович Войнов (3 ноября 1937 — 22 августа 2000) — советский и российский тренер по лёгкой атлетике. Занимался тренерской деятельностью в 1965—1999 годах в Санкт-Петербурге, в физкультурно-спортивном обществе «Динамо», сборных командах СССР и России. Личный тренер ряда титулованных спортсменов, среди них С. Журова, В. Ященко, В. Грищенков, А. Евгеньев, Н. Юшманов и др. Заслуженный тренер РСФСР (1985).

## Биография
Валентин Войнов родился 3 ноября 1937 года.
Выпускник Ленинградского государственного педагогического института имени А. И. Герцена (1985).
В 1965—1987 годах работал тренером по лёгкой атлетике в ленинградском городском совете всесоюзного физкультурно-спортивного общества «Динамо», затем в 1987—1991 и 1993—1999 годах в качестве тренера находился в легкоатлетических сборных СССР и России соответственно. Являлся членом тренерского совета СССР.
За долгие годы тренерской деятельности подготовил ряд титулованных спортсменов международного уровня. Среди наиболее известных его воспитанников:
- Журова, Светлана Сергеевна — олимпийская чемпионка по конькобежному спорту;
- Ященко, Владимир Ильич — чемпион Европы по прыжкам в высоту;
- Грищенков, Василий Иванович — серебряный призёр чемпионата Европы в тройном прыжке;
- Евгеньев, Александр Анатольевич — серебряный призёр чемпионата мира, чемпион Европы в спринтерском беге;
- Юшманов, Николай Алексеевич — чемпион Европы в спринтерском беге;
- Казанов, Игорь Яковлевич — серебряный и бронзовый призёр чемпионатов мира в помещении, чемпион Европы в помещении в барьерном беге;
- Бружикс, Марис — серебряный призёр чемпионата мира в помещении, чемпион Европы в помещении в тройном прыжке;
- Кочерягин, Вячеслав — призёр Кубка Европы в спринтерском беге[1].

Известен как грамотный тренер-практик. Давал точные, профессиональные рекомендации при составлении специальных упражнений на укрепление опорно-двигательного аппарата в разных видах лёгкой атлетики. Специалист в составлении, подборе и планировании средств общефизической подготовки в посттравматической реабилитации спортсменов. Считался крупнейшим в стране специалистом по восстановлению мышечной системы, психологии травмированных спортсменов, возвращению их на более высокий уровень спортивных результатов.
За выдающиеся достижения на тренерском поприще в 1985 году удостоен почётного звания «Заслуженный тренер РСФСР».
Умер 22 августа 2000 года в возрасте 62 лет. Похоронен на Кузьмоловском кладбище в Санкт-Петербурге.